# Szellemirtók 2.
A Szellemirtók 2. (eredeti cím: Ghostbusters II.) 1989-ben bemutatott amerikai filmvígjáték, amely a nagy sikerű Szellemirtók című mozifilm folytatása. A forgatókönyvet Harold Ramis és Dan Aykroyd írta, a film producere és rendezője Ivan Reitman, a zenéjét Randy Edelman szerezte. A Columbia Pictures készítette és forgalmazta. Amerikában 1989. június 16-án Magyarországon 1990. január 18-án mutatták be a mozikban. A főszerepben Bill Murray, Dan Aykroyd, Harold Ramis, Ernie Hudson, Rick Moranis, Annie Potts és Sigourney Weaver láthatóak, akárcsak az első részben, új szereplőként pedig Peter MacNicol és Wilhelm von Homburg. Öt évvel az első rész cselekménye után a Szellemirtóknak fel kellett hagyniuk tevékenységükkel azok után a károk után, amiket a Gozer ellen vívott harcukban okoztak. Amikor azonban egy új veszély fenyeget, a csapatnak újra össze kell állnia.
Az 1984-es Szellemirtók sikere után a Columbia Pictures szerette volna, ha mihamarabb elkészül a folytatás, de ez nem ment könnyen, mert se a stáb, se a főszereplők nem adták be a derekukat. A forgatókönyvet jegyző Aykroyd-Ramis páros számtalanszor átírta a cselekményt, mely elsősorban azt a mondanivalót hordozta a kezdetektől, hogy a nagyvárosi emberek negatív emberi érzelmei hátrányos következményekkel járhatnak együtt. Ebből származott a város alatt terjengő, ezen negatív érzelmekből táplálkozó nyálka ötlete, amely felerősítette a gonosz szellemeket is. A közel 40 millió dolláros költségvetésű filmet 1988 novembere és 1989 márciusa között vették fel New York Cityben és Los Angelesben. Az első részhez képest rohamtempóban készítették, ráadásul a film egyes részeit a tesztvetítések után azonnal kivágták és új jeleneteket forgattak le helyettük. Ez utóbbiakat 1989 márciusa és áprilisa közt vették fel, alig több mint két hónappal a tervezett bemutató előtt.
A Szellemirtók 2. többnyire negatív kritikákat kapott, hivatkozva arra, hogy az eredeti történet lemásolása mellett az első rész cinikus, sötét humorát egy sokkal barátságosabb humor váltotta fel. Dícsérték azonban Peter MacNicol és Rick Moranis alakítását. Mivel a Szellemirtók volt akkoriban minden idők legnagyobb bevételt hozó vígjátéka, ezért a folytatással szemben is nagy elvárások voltak, ehelyett azonban csak 1989 nyolcadik legjövedelmezőbb filmje lett. A Columbia Pictures elkönyvelte mint kritikai és pénzügyi kudarcot, ezzel eltántorítva Bill Murrayt attól, hogy egy esetleges harmadik részben szerepeljen. Filmzenéje, köztük is Bobby Brown "On Our Own" című dala viszont sikeres lett.
A film nem tudta megismételni az első rész népszerűségét és kulturális hatását, visszatekintve is egy olyan momentumnak tartják, amely hosszú időre parkolópályára tette a Szellemirtók franchise-t. Mindennek ellenére egészen a 2010-es évek elejéig tervbe volt véve a közvetlen folytatás elkészítése, melynek csak Harold Ramis halála vetett gátat. A 2016-os, reboot-nak szánt Szellemirtók bukása után a 2021-es "Szellemirtók - Az örökség" és a 2024-es "Szellemirtók: A borzongás birodalma" folytatták a történetet.

## Cselekmény
Öt évvel azt követően, hogy leszámoltak Gozerrel, a New York városát fenyegető alakváltó istennel, a Szellemirtók már nem tevékenykednek, ugyanis beperelték őket a városnak okozott károk miatt. Ray egy okkultista könyvesboltot vezet, amellett Winstonnal közösen gyerekeket próbálnak szórakoztatni, nem túl nagy sikerrel. Egon egy kutatólaborban dolgozik, ahol az emberi érzelmeket vizsgálják, Peter pedig paranormális eseményekről vezet egy tévéműsort.
Dana Barrett, Peter exbarátnője most egy múzeumban dolgozik restaurátorként. Van egy csecsemő gyermeke, Oscar, akinek az apja elhagyta őket. Újra felkeresi a Szellemirtókat, amikor a babakocsija láthatóan minden külső behatás nélkül egyszercsak megindul egy forgalmas útkereszteződésben. Eközben a múzeumban egy nemrég érkezett festmény, a XVI. században élt hadurat és varázslót, Vigót ábrázoló kép életre kel, és a szolgájává teszi Dana főnökét, János Pohát. Vigo arra kényszeríti Jánost, hogy találjon neki egy gyereket, akinek a testét megszállhatja, így kiszabadulhat a képből és újra uralhatja a világot. Mivel titokban szerelmes Danába, János Oscart választja.
Eközben a Szellemirtók ásni kezdenek abban a kereszteződésben, ahol az eset történt, és a föld alatt fel is fedeznek egy különös jelenséget: egy óriási nyálkafolyamot a valamikori földalatti metróalagutakban. Ray mintát vesz belőle, de a nyálka rátámad, ami miatt véletlenül eltör egy csövet, ami ráesik az elektromos vezetékekre, és emiatt városszerte elmegy az áram. Letartóztatják őket, és bíróság elé kerülnek. A bizonyítékként felmutatott nyálkával a bíró nem törődik, hanem helyette emelt hangon kezdi el őket szidalmazni. Ennek hatására a nyálka hirtelen reagálni kezd, és kitör az üvegből, majd megjelennek a Scoleri testvérek szellemei, akiket halálra ítéltek. A Szellemirtók segítenek a bírónak, egy feltétellel: ha ejtik a velük szemben hozott vádakat és újra dolgozhatnak.
Egy éjjel a nyálka megjelenik Dana lakásában a fürdőkádon keresztül, és megtámadja őt és Oscart is. Peternél keres menedéket, akivel felmelegíti kapcsolatát. Ezalatt a többiek alapos vizsgálatnak vetik alá a nyálkát, és megállapítják, hogy különös módon reagál az emberi érzelmekre, különösen a negatívakra, amelyek végső soron létrehozták őt. Feltételezve, hogy kapcsolat van Vigo és a nyálka között, Egon, Ray és Winston újra elmennek megvizsgálni a nyálkafolyamot, de beleesnek. A múzeumnál jönnek a felszínre, ahol azonnal egymásnak esnek, Egon pedig rájön, hogy a nyálka is hatással van az érzelmeikre.
Elmondják a polgármesternek is a felfedezéseiket, de az asszisztense, Jack Hardemeyer inkább bolondokházába viteti őket, mert amit mondanak, az politikailag káros rájuk nézve. Egy Jánosra emlékeztető külsejű szellem ezalatt elrabolja Oscart, és a múzeumba viszi, ahová Dana utánuk megy. Csakhogy az épületet áthatolhatatlan nyálka borítja. Szilveszter este van, az anyag pedig elborítja a város utcáit is, elképesztő káoszt okozva ezzel. Amikor a polgármester rájön, hogy mit tett Hardemeyer, kirúgja őt és kiszabadíttatja a Szellemirtókat.
Arra gondolva, hogy egy pozitív szimbólum összefogja a városlakókat és gyengíti a nyálkát, pozitív töltéssel ellátott nyálkát kennek a Szabadság-szoborra, amely ennek hatására életre kel és elindul a város utcáin, az ünneplő közönség szeme láttára. Az emiatt meggyengülő nyálkaborításon már könnyűszerrel tudnak lyukat ütni és bejutni az épületbe, hogy megakadályozzák Vigót abban, hogy megszállja Oscar testét, és ezért pozitív töltetű nyálkával teszik ártalmatlanná Jánost. Csakhogy Vigo ekkor kijön a festményből és ártalmatlanítja mindannyiukat. Mégsem jár sikerrel, mert az épületet körbevevő new yorkiak éneklésének pozitív ereje meggyengíti őt. Vissza tudják küldeni a festménybe, és bár még utoljára megpróbálja megszállni Rayt, könnyűszerrel legyőzik őt. Ettől a festmény egy olyan reneszánsz képpé alakul át, amelyen a Szellemirtók védelmezik Oscart. A film végén a városlakók ünneplik a Szellemirtókat, a Szabadság-szobor pedig visszakerül a helyére.

## Szereplők
| Szereplő                                                                            | Színész                                  | Magyar hang        |
| ----------------------------------------------------------------------------------- | ---------------------------------------- | ------------------ |
| Dr. Peter Venkman                                                                   | Bill Murray                              | Szakácsi Sándor    |
| Dr. Raymond Stantz                                                                  | Dan Aykroyd                              | Gáspár Sándor      |
| Dr. Egon Spengler                                                                   | Harold Ramis                             | Dörner György      |
| Dana Barrett                                                                        | Sigourney Weaver                         | Fehér Anna         |
| Louis Tully                                                                         | Rick Moranis                             | Harkányi Endre     |
| Janine Melnitz                                                                      | Annie Potts                              | Borbás Gabi        |
| Winston Zeddemore                                                                   | Ernie Hudson                             | Gáti Oszkár        |
| János Poha                                                                          | Peter MacNicol                           | Paudits Béla       |
| Stephen „Kalapács” Wexler bíró                                                      | Harris Yulin                             | Szokolay Ottó      |
| Lenny polgármester                                                                  | David Margulies                          | Tolnai Miklós      |
| Jack Hardemeyer                                                                     | Kurt Fuller                              | Konrád Antal       |
| Ügyész                                                                              | Janet Margolin                           | Menszátor Magdolna |
| Vigo                                                                                | Wilhelm von Homburg Max von Sydow (hang) | Rajhona Ádám       |
| Milton Angland                                                                      | Kevin Dunn                               | Beregi Péter       |
| Ügyésznő                                                                            | Janet Margolin                           | Menszátor Magdolna |
| Elaine                                                                              | Chloe Webb                               | Halász Aranka      |
| Frank, a gondnok                                                                    | Michael P. Moran                         | Kránitz Lajos      |
| Anyuka a partin                                                                     | Mary Ellen Trainor                       | Csere Ágnes        |
| Kisfiúk a partin                                                                    | Christopher Villasenor                   | Simonyi Balázs     |
| Kisfiúk a partin                                                                    | Jason Reitman                            | Minárovits Péter   |
| Norman                                                                              | Aaron Lustig                             | Melis Gábor        |
| Rendőr                                                                              | Dave Florek                              | Kiss Gábor         |
| Fianella, a telefontársaság embere                                                  | Richard Foronjy                          | Perlaki István     |
| Rudy, az őr                                                                         | Walter Flanagan                          | Simon György       |
| Rendőrőrmester                                                                      | Ralph Monaco                             | Csíkos Gábor       |
| Rendőrhadnagy                                                                       | Ron Cummins                              | Bolla Róbert       |
| Kikötői felügyelő                                                                   | Cheech Marin                             | Salinger Gábor     |
| Pszichiáter                                                                         | Brian Doyle-Murray                       | Szersén Gyula      |
| Közművek képviselője                                                                | Ben Stein                                | Ujréti László      |
| Tűzoltósági biztos                                                                  | Erik Holland                             | Horkai János       |
| Rendőrségi biztos                                                                   | Philip Baker Hall                        | Botár Endre        |
| Oscart egy ikerpár, William T. Deutschendorf és Hank J. Deutschendorf II alakította |                                          |                    |

További magyar hangok: Beregi Péter, Kránitz Lajos, Melis Gábor, Némedi Mari

## Készítése
Annak ellenére, hogy a film egy önálló produktumként készült el, a Columbia Pictures szinte nyomban a bemutatást követően előállt azzal, hogy szeretne egy folytatást. 1986 júniusában David Puttnam lett a cég igazgatója, akit azonban nem érdekeltek a drága folytatások, és inkább kisebb filmeket támogatott, mint az 1987-es "Remény és dicsőség", valamint az 1989-es "A Broadway vérszopói". Emellett lehetőséget biztosított európai rendezőknek is, akik nemcsak angol nyelvű filmeket készítettek. Mivel a Szellemirtók a korábbi igazgató Frank Price öröksége volt, Puttnam már csak ezért sem szerette volna folytatni, hanem inkább a sajátját építgetni.
Ivan Reitman rendező később elmondta, hogy a projekt megcsúszása mégsem igazán Puttnam hibája volt, ugyanis a felette álló vezetők részéről megkapták a támogatást, mégsem tudtak érdemben haladni vele azt követően sem, hogy félreállították őt. A legnagyobb probléma az volt, hogy nagyjából három évig a főszereplők sem mondtak igent a folytatásra. Amikor pedig eldöntötték annak elkészítését, Bill Murray már leszerződött a "Szellemes karácsony" című film leforgatására. Mire Murray elérhetővé vált, addigra pedig forgatókönyv nem volt. Reitman, Murray, Aykroyd, és Ramis közösen birtokolták a franchise jogait, ezért aztán valamennyiük beleegyezésére szükség volt ahhoz, hogy haladni tudjanak.
1987 áprilisában Puttnam bejelentette, hogy a Szellemirtók 2. forgatása az év novemberében megkezdődik - tette ezt anélkül, hogy erről értesítette volna Reitmant, aki még csak nem is olvasta át a befejezetlen forgatókönyvet. Puttnamet kirúgták szeptemberben, részben azért is, mert Bill Murray-vel és a menedzserével, Michael Ovitz-cal sem jött ki jól. Puttnam nyilvánosan kritizálta Murrayt, olyan színésznek nevezve őt, aki milliókat vesz ki Hollywoodból, befektetett művészet nélkül. A nagy menedzsmenteket is támadta, amelyek egyszerre képviselnek forgatókönyvírókat, rendezőket, és sztárokat - Ovitz képviselte Aykroydot, Ramist és Reitmant is.
Az új igazgató Dawn Steel lett, akinek azonnal megmondták a felettesei, hogy a film elkészítése elsődleges prioritás. Ez azért is volt így, mert a Szellemirtókat követően a Columbia bukást bukásra halmozott, és ettől a filmtől remélték, hogy megfordul a szerencséjük. Novemberben a forgatás kezdetét 1988 nyarára tették át. Bill Murray tízmillió dollárt kért a szerepért, színésztársai pedig hasonlóan cselekedtek.
A legnagyobb kerékkötői a filmnek a köztes időben felhalmozódott problémák voltak a felek között. Ezért aztán 1988 márciusában Ovitz ebédre hívta meg Murrayt, Aykroydot, Ramist, Reitmant, és Ray Kurtzmant, aki Ovitz kollégája volt, a los angelesi Jimmy's étterembe, ahová hírességek jártak. Aggodalmak merültek fel amiatt, hogy Murray évek óta nem forgatott filmeket, Aykroyd pedig több bukott projektet is összehozott. Mindenesetre az ebéd jól sikerült, és megállapodtak abban, hogy tudnának együtt dolgozni.
Hónapokig tartó tárgyalások eredményeképp a főszereplők gázsiját sikerült letornázni, cserébe pedig a bevétel arányos részét kapták meg - állítólag Reitman, Murray, Aykroyd és Ramis esetében a bevételek 10 százalékát. Reitman ezt utóbb tagadta, de azt elismerte, hogy jókora összegről volt szó. A cél az volt, hogy a költségvetést alacsonyan tartsák, körülbelül 30 millió dollár környékén. Mire ebben megállapodtak, már el is kellett kezdeni a forgatást, annak érdekében, hogy 1989 közepére kész legyen a film. Hiába telt el közel öt év és hiába volt szükség a speciális effektusok miatt több időre, a Szellemirtók 2. kevesebb mint egy év alatt kellett, hogy elkészüljön, szemben az első résszel, ami szintén elég gyors tempóban készült.

### Forgatókönyv
Aykroyd az első forgatókönyv-vázlatot minél messzebbre akarta vinni az első résztől: el New Yorktól, egészen a tengerentúlra, és mivel az első epizód egy felhőkarcolón ért véget, ez a föld alatt tette volna ezt. Ebben a változatban Dana Barrettet elrabolták és Skóciába vitték, ahol felfedezett egy tündérkört - gombákból alkotott, a népi folklór által varázshatalmúnak tartott kört, valamint egy földalatti civilizációt. Ezt elvetette a kontinuitás jegyében, és jobban is illett a történetbe.
Ő és Ramis már az elején eldöntötték, hogy az eltelt öt évnek valahogy benne kell lennie a forgatókönyvben. Ramis úgy gondolta, hogy legyen a történet középpontjában egy kisgyermek, mert korábban készített egy horrorfilm-tervezetet egy megszállt gyermekről. Így jött létre Oscar karaktere, aki eredetileg Peter és Dana gyereke lett volna, akik az évek során együtt maradtak. A cselekmény középpontja Oscar megszállása lett volna, azonban ezt elvetették, mert így a hangsúly Peter és Dana kapcsolatára helyeződött volna és nem a Szellemirtókra. Ezért került a végleges változatba az, hogy Peter és Dana szakítottak, utóbbi férjhez ment, majd el is vált. Fontos volt, hogy a Szellemirtók nem maradhattak hősök az első rész eseményeit követően sem.
A nyálkafolyam koncepciója már a kezdetekkor megvolt. Ramis ezzel szeretett volna erkölcsi töltetet adni a filmnek, amennyiben ez az emberek negatív érzelmeinek a kivetülése volt - a városlakók egymástól való elidegenedése, és hogy ez ellen tenni kell valamit. Mindazonáltal ez a mondanivaló mélyen el van rejtve a történetben. Azt akarták bemutatni, hogy a negatív érzelmeknek következményei is lehetnek, mégpedig pusztítás formájában - csak az nem volt még tisztázva, hogy ez milyen pusztítás lesz. Ramis azzal a felvetéssel élt, hogy már az is vicces lenne, ha New York városában negyvennyolc órára mindenki kedves lenne egymással. Aykroyd azt akarta, hogy az érzelmek egyetlen ember irányába mutassanak, ami kissé földhözragadtabbá tette volna a cselekményt, hiszen nem istenekkel kellett volna így küzdeni. Végül ezektől meglehetősen messzire került a végleges cselekmény, de az alapok megmaradtak. A véglegesnek szánt forgatókönyv 1988 májusára készült el.
Az első film bemutatása óta készült egy rajzfilmsorozat is, "Az igazi Szellemirtók" címmel, amely főleg a gyermekek körében lett nagyon népszerű. Ezért aztán a csapat feladata az lett, hogy megtalálja az egyensúlyt az első rész és a rajzfilm között. Ezért került be a filmbe a rajzfilmmel népszerűvé vált Ragacs (Slimer), és ezért igyekeztek kerülni, hogy a forgatókönyv ellentmondjon az animációs sorozatnak. Mivel a film szerint a Szellemirtók már öt éve nem dolgoztak, a rajzfilm cselekménye hivatalosan a második film után kellett, hogy kezdődjön.

### Szereplőválogatás
Egyes hírek szerint Puttnam eleinte azt tervezte, hogy a teljes szereplőgárdát lecseréli alacsonyabb gázsijú színészekre, főként a Murray iránti ellenszenve miatt. Puttnam ezt egy interjúban kifejezetten tagadta.
A Szellemirtók 2. volt az első folytatás, amit Reitman rendezett, és aggódott, hogy nem fogja tudni meglepni a közönséget speciális effektek nélkül. Ezért a karakterek közti interakcióra helyezte a hangsúlyt, ahogy az első film esetében is. Ramis eleinte nem akart visszatérni, az első rész hatalmas sikere miatti felhajtás okán. Murray ugyancsak habozott, ráadásul ő már négy éve nem szerepelt semmiben. Úgy érezte, hogy a "Szellemirtók" volt a pályafutása csúcspontja, és elbizonytalanította saját projektjének, a "Borotvaélen" című filmnek a bukása. Csak a "Szellemes karácsony" elvállalása után tért vissza a színészkedéshez. Murray úgy általában szkeptikus volt a folytatások szükségessége felől is, ugyanis azokról feltételezte, hogy csak pénzcsinálási szempontok mentén készülnek el. Végül éppen az első résszel kapcsolatos kellemes élményei miatt tért vissza.
A Peter MacNicol által játszott János (eredetileg Janosz) Poha karaktere eredetileg a Jason névre hallgatott volna, és ő lett volna a Szellemirtókkal párhuzamba állított átlagember. MacNicol azt mondta, hogy a karaktert bárki el tudná játszani, ezért úgy döntött, hogy saját háttértörténetet farag, és kárpát-medencei származásúvá teszi őt. Cseh barátjának és egy román turisztikai ügynökségnek a megfigyelése alapján állított elő egy sajátos akcentust. A magyar változatban, némileg szokatlan módon, Paudits Béla szinkronizálta a karaktert, aki feminin tónussal alakította a szerepet. Emiatt egy később az interneten elhíresült kiadványban, a Fénypont Videocenter 1995-ös katalógusában Tálas János az ismertetőjében Jánosra mint "buzi magyar restaurátorra" utal - annak ellenére is, hogy János olyannyira nem homoszexuális, hogy a filmben Danába szerelmes.
A főgonosz Vigót Wilhelm von Homburg alakította, azonban Max von Sydow utószinkronizálta. Ennek tényét von Homburg állítólag csak a film premierjén tudta meg, és dühében ki is viharzott a vetítésről. Később elmondta, hogy ennek oka valószínűleg a hasadt ajka miatti beszédhibája lehetett. A filmben szerepelt volna még Eugene Levy, aki Louis Tully unokatestvérét alakította volna, aki abban az elmegyógyintézetben dolgozik, ahová a Szellemirtókat bezárták. A karakternek fontos szerepe lett volna abban, hogy kiszabadítsa őket, de a forgatókönyv átírása miatt a teljes jelenet kivágásra került.

### Forgatás
Reitman úgy tervezte, hogy az "Ikrek" című film forgatása után azonnal nekilát a Szellemirtók 2-nek. Ez meg is kezdődött 1988 novemberében New York-ban. A forgatás körülbelül két hétig tartott, és főként kültéri jelenetek készültek. A hatóságok segítőkészek voltak a stábbal, és még azt is megengedték nekik, hogy a manhattani Second Avenue-n forgassanak, épp akkor, amikor negyven háztömböt lezártak Mihail Gorbacsov látogatása miatt. Az egyik helyszín a Szabadság-szobor volt, illetve a Firehouse, Hook & Ladder Company 8 tűzoltóállomása, amely a Szellemirtók főhadiszállása volt. A Szellemirtók logóját, amit az épületen helyeztek el, végül a tűzoltóállomásnak adományozták, de egy idő után leesett.
Az Alexander Hamilton vámház lett a múzeum épülete a külső jelenetekben. A jelenet, amikor a Szellemirtók feljönnek a csatornából, ez előtt az épület előtt lett felvéve. Mikor Ramis megírta a forgatókönyvet, eredetileg egy valódi csatornalejáratot gondolt el, de a stáb nem tudott mást találni, csak egy telefonkábelcsatorna-dobozt. Ez elég szűkös volt, ráadásul a színészek tetőtől talpig nyálkásak voltak, és a hőmérséklet is fagypont közeli volt. Ha ez még nem lett volna elég, utóbb kiderült, hogy a kamerák rossz sebességgel rögzítették a jelenetet,m ezért azt újra fel kellett venni. A kereszteződést, ahol Oscar babakocsijának megindulását vizsgálták, a First Avenue-n találták meg.
1988 decemberében Los Angelesben folytatódott a forgatás. A Firestation No.23. ezúttal is a Szellemirtók főhadiszállásának beltere lett, a Greystone Mansion pedig az épület, ahol felkeresik a polgármestert. Azt a jelenetet is Los Angelesben vették fel, amikor leástak a föld alá, megkeresni a nyálkafolyamot. A jelenet, amikor egy szőrmekabát életre kel, eredetileg még az első filmhez készült, de ott nem használták fel. Az öt év alatt megváltozott társadalmi konvenciók miatt a Szellemirtók jóval kevesebbet dohányoznak. A forgatás 1989. március 7-én fejeződött be.
A tesztvetítések után a stáb rájött, hogy a filmmel sok baj van. Reitman szerint az utolsó 25 perc szabályosan "kicsinálta" a filmet, ezért teljesen új befejezést kellett forgatni. A közönségnek ugyanis tetszett Vigo karaktere, de azt nem hitték el, hogy komoly kihívást jelentene a Szellemirtóknak legyőzni őt, és a győzelmük túl egyszerű. Azonkívül azt is kritizálták, hogy nem egyértelmű a kapcsolat a nyálka, Vigo, és a szellemek között. Az sem derült ki számukra egyértelműen, hogy a nyálka feltölthető negatív és pozitív energiákkal is, ezért szükség volt ezt jobban megmagyarázó jelenetre is.
1989 március-áprilisában intenzív pótforgatások kezdődtek, alig két hónappal a film tervezett bemutatója előtt, jellemzően New Yorkban. Eredetileg a július 4-i függetlenség napi hétvégére tervezték a bemutatót, amit Reitman előrehozatott június 23-ra. Csakhogy ekkor kiderült, hogy a Batman premierje is aznap lesz, ezért újabb egy héttel kellett előrehozni azt. Az új jelenetek a feszültséget és a Szellemirtókra fenyegető veszélyeket domborították ki. Így került be a szellemvonat és a levágott fejek, valamint az a jelenet, amikor Vigo felgyújtja a róla készült fényképeket, tűzhalállal fenyegetve hőseinket. Reitman azért is szerette volna a változtatásokat, mert szerinte a cselekmény túlságosan Peter Wenkman és Dana Barrett kapcsolatára helyezi a hangsúlyt. A szellemvonatos rész funkciója az volt (amit a Tunnel klubban vettek fel), hogy bemutassa: egy ismeretlen erő megpróbálja elrettenteni a Szellemirtókat. A hozzáadott új jelenetek nem igényeltek komolyabb speciális effekteket. Cheech Marin is ekkor került a filmbe cameo-szerepben, mint dokkmunkás. A városlakók is élénken figyelték a forgatásokat, és aktívan közreműködtek is abban, például a Washington Square Parkban felvett tömegjelenetnél. A végső leszámolást teljesen újraforgatták, miután átírásra került az a rész is, hogyan hagyja el Vigo a festményt.
Az egyik ekkor kivágott jelenetben Rayt megszállja Vigo, miután tanulmányozta a festményt. Őrült módjára kezdte el vezetni az Ectomobile-t, és csak Winston közbelépésnek hatására szabadult fel. A film egyik utolsó jelenete erre utal. Ebből a jelenetből kivágott részeket később montázshoz használtak fel. Több jelenet is készült, amiben Louis Tully megpróbálta elkapni Ragacsot, de ez sem tetszett a tesztközönségnek, ezért Ragacs mindössze kétszer jelenik meg a filmben. Az eredeti terv szerint a karakter a gyereknézőknek való kedvezés jegyében szerepelt, azonban meglepő módon a tesztközönséget nem igazán érdekelte. Mivel az elmegyógyintézetes jelenet kivágásra került, betoldásra került egy másik, amely megindokolta azt, hogy a polgármester miért szabadíttatta ki őket. Egy másik kivágott jelenetben Ray és Egon kísérleteztek a nyálkával, és ez magyarázta meg, hogy a Szabadság-szobor mozgatása hogyan jutott az eszükbe. Abból a jelenetből, amikor a szellemek lerohanják New Yorkot, egy szellem kivágásra került, mert Reitman szerint nem volt elég félelmetes.

## Betétdalok
1. Ray Parker Jr. – "Ghostbusters"
2. Run–D.M.C. – "Ghostbusters"
3. Bobby Brown – "On Our Own"
4. Glenn Frey – "Flip City"
5. Jackie Wilson – "Higher And Higher"
6. Howard Huntsberry – "Higher And Higher"
7. Doug E. Fresh & The Get Fresh Crew – "Spirit"
8. Oingo Boingo – "Flesh 'N Blood"
9. Bobby Brown – "We're Back"

## Díjak, jelölések
| Év   | Díj                  | Kategória                       | Jelölt                                                             | Eredmény |
| ---- | -------------------- | ------------------------------- | ------------------------------------------------------------------ | -------- |
| 1990 | BMI Film Music Award |                                 | Randy Edelman                                                      | Elnyerte |
| 1990 | BMI Film Music Award | Most Performed Song from a Film | Antonio Reid Kenneth 'Babyface' Edmonds Daryl Simmons "On Our Own" | Elnyerte |
| 1990 | Young Artist Award   | Legjobb családi film – vígjáték |                                                                    | Jelölve  |

## Televíziós megjelenések
TV-1, TV3, TV2, RTL Klub, AXN, FEM3, Film+, RTL+ / RTL Három